# Sextus le Pythagoricien
Sextus ou Sextius le Pythagoricien (Sext(i)us Pythagoraeus en latin) est un philosophe ancien, auteur d'un recueil de 451 Sentences morales et théologiques.

## Identité et affiliation religieuse
Son identité n'est pas connue avec certitude, plusieurs hypothèses ont été faites par les commentateurs : les papes Xyste Ier, Xyste II, ou un pythagoricien du nom de Sextus. Il existe aussi une version du texte des Sentences attribuée à Évagre le Pontique. Enfin, le traducteur Charles Philibert de Lasteyrie attribue les Sentences à Quintus Sextius, contemporain d'Auguste et fils de Quintus Sextius le Père. Mais Marrou rejette cette dernière hypothèse, au motif qu'il est plus éclectique selon lui que l'auteur des Sentences.
Il y a un débat depuis l'Antiquité pour savoir si Sextus est un auteur chrétien ou païen. Marrou et Henry Chadwick pensent que Sextus appartient à l'Église et qu'il a donné une interprétation chrétienne de maximes d'origine pythagoricienne. Marrou parle d'une « christianisation de maximes païennes ».

## LesSentences
Les Sentences sont écrites en grec ancien. Le texte original est édité en 1892. Mais jusqu'à cette date, le texte est connu et transmis en Occident par la traduction latine de Rufin, qui l'attribuait à Xyste II. Il existe aussi deux traductions syriaques et une arménienne, attribuée à Évagre le Pontique.
Le théologien Origène rapporte que les Sentences sont « lues et acceptées par de larges cercles du public chrétien ». Selon l'historien Henri-Irénée Marrou, l'œuvre de Sextus témoigne de l'atmosphère des milieux chrétiens des années 200 ap. J.-C.